# 西アルメニア語
西アルメニア語(にしアルメニアご、Արեւմտահայերէն / Arevmdahayeren)はアルメニア語の二つある標準語のうちの一つである（もう一つは東アルメニア語）。特に20世紀前半にはトルコ・アルメニア語(Թրքահայերէն / T’rk’ahayeren)とも呼ばれていた。歴史的経緯により、一般に西アルメニア語はアルメニア共和国外部で用いられている（一方の東アルメニア語はアルメニア共和国の内外双方で用いられている）。アルメニア共和国はこれら二つの標準語を公用語として区別していないが、政治、教育、メディア等では事実上東アルメニア語が標準となっている。
西アルメニア語はアナトリア半島で生まれ発展したが、20世紀初頭のアルメニア人虐殺やアルメニア人追放により、現在では大部分が中東、ヨーロッパ、南北アメリカ、オセアニア等に住むアルメニア系移民たちの間で用いられている。移民の言語である事や、どの国の公用語ともなっていない現状により、西アルメニア語は移住先への同化により流暢に話せる母語話者が減少し、絶滅の危機に直面している。現在の西アルメニア語の流暢な話者数は百万人以下と推定されている。